# Ozzano Monferrato
Ozzano Monferrato (piemontiul: Ausan) település Olaszországban, Piemont régióban, Alessandria megyében. Lakosainak száma 1345 fő (2023. január 1.).